# Urban Blues
Unter Urban Blues werden Stile des Blues gefasst, die in den Städten entwickelt und gepflegt wurden. Häufig ist in den Städten der Sound weicher, technisch verfeinert; teilweise sind die gesungenen Texte ordinärer und weniger autobiographisch.
Der Urban Blues wurde auch in Combobesetzungen gespielt. Insbesondere war das Piano ein wichtiges Instrument dieses Genres. Im Chicago Blues wurden seit den 1940ern auch die elektrischen Gitarren zunehmend wichtig.

## Entwicklung des Urban Blues
Bereits seit den Frühzeiten des Blues gibt es neben dem Country Blues einen Blues, der sich mit städtischen Themen beschäftigte. Durch die Abwanderung großer Bevölkerungsgruppen in die Städte in den ersten Jahrzehnten des 20. Jahrhunderts brachten diese ihren jeweiligen Bluesstil mit. In der Stadt veränderte sich ihr Blues: Er nahm sich städtischer Themen an und verband sich mit der Musik der Städte, zum Beispiel dem Ragtime-Stride. Die Texte enthielten zum Teil drastische Stellungnahmen zum Leben in der Stadt. Die Menschen suchten Arbeit und bessere Lebensbedingungen, aber auch Zerstreuung.   
Der Blues wurde in Vaudevilles aufgeführt. Insbesondere durch Plattenaufnahmen wurde er zum übergreifenden Ausdruck der Verständigung in der afroamerikanischen Stadtbevölkerung, da Schallplatten erhältlich waren und mehr Afroamerikaner erreichten, die nicht jeden Ort der Unterhaltung und Kultur aufsuchen konnten. Die Plattenfirmen waren jedoch mehr an Unterhaltung als an Authentizität interessiert. Auf dieses riesige wachsende Publikum antwortete der Blues, indem er neue Aufgaben übernahm und mehr städtische Einstellungen ausdrückte. Er drückte das Stadtleben, die Industrialisierung, Tanzmusik, Partymusik und persönliches Vergnügen, wie Musik, die zur  Gruppenteilnahme aufforderte, aus.
Der Bluessänger erinnert das Publikum nicht nur nostalgisch an "die guten alten (ländlichen) Zeiten" (down home), sondern musste sich auch mit modernem aktuellen Ausdruck und Einstellungen zur Stadt auseinandersetzen. Zuerst begannen Klavierspieler mit Ragtime-Erfahrung die Bluessänger zu begleiten, was den Stil der Sänger erweiterte, denn sie mussten sich der Begleitung anpassen und sich vokal umorientieren. Oft hatten dennoch die Sänger ein anderes rhythmisches Konzept, was nicht mit dem Begleiter zusammenpasste, das alles hinderte aber beide nicht miteinander aufzunehmen. 
Auch näherten sich begleitende Bläser an den Gesangsstil an. Der Austausch beispielsweise zwischen Louis Armstrong und Bessie Smith zu dieser Zeit war beeindruckend. Die Aufnahmen der Band von Duke Ellington aus den späten 1920ern zeigen ebenfalls eine Vielzahl von Beispielen der instrumentalen Übernahmen solcher vokalen Effekte: Growls (Knurren, Brummen) und Wah-Wah-Effekte, Scoops (Schlenzer), Vibrato, Schleifer. Der ursprüngliche Sound des Blues wurde somit zum Teil erhalten und in die neuen urbanen Stile eingebracht: Der schwere Sound des Mississippi, der leichtere Texas Blues mit seiner Fingerfertigkeit und seinen Einnotenliniensoli und der der acht- oder zehnköpfigen Bands von Kansas City, der in den 1930ern bis 1940ern die Strukturen des Blues zum Tanzen formte.
Als der Blues in die Städte abwanderte, formten sich in verschiedenen Städten ähnliche Stile. Jelly Roll Morton in New Orleans zum Beispiel und James P. Johnson in New York verbanden Ragtime und Bluesstile auf ihre eigene Art. In Kansas City wurde der instrumentale Blues in einen orchestralen Stil  ausgeformt, der Blues-Riffs, Breaks und andere Erfindungen übernahm, die die Pianisten wie Mary Lou Williams, Benny Moten, Count Basie, Pete Johnson und Jay McShann aus Boogie Woogie, anderen Bluesstilen, Ragtime-Stride und dem aufkeimenden Swingstil entwickelten, und der in den folgenden Jahren großen Einfluss auszuüben begann.

## Auswirkungen
Insbesondere in Kansas City hat der Urban Blues den Jazz beeinflusst. Der dort entstandene Kansas City Jazz hatte wiederum große Auswirkung auf die Ausbildung des Rhythm and Blues.

## Belege
1. ↑   Billy Taylor, Jazz Piano, Kap. 7 Urban Blues, Wm. C. Brown Company Publishers